# Taygete Cone
Der Taygete Cone ist ein erloschener Vulkankegel im ostantarktischen Viktorialand. Er ragt nordöstlich des Alcyone Cone im nördlichen Teil der Gebirgsgruppe The Pleiades auf. 
Wissenschaftler einer von 1971 bis 1972 durchgeführten Kampagne im Rahmen der neuseeländischen Victoria University’s Antarctic Expeditions benannten ihn nach Taygeta, einem Stern im Sternhaufen der Plejaden.